# 小行星5117
小行星5117（英語：5117 Mokotoyama）是一颗围绕太阳公转的小行星。1988年4月8日，圓舘金、渡邊和郎在北见发现了此天体。
这颗小行星的绝对星等为146.49994等。